# Villa Ramona (Font-rubí)
La Villa Ramona és una obra modernista de Font-rubí (Alt Penedès) inclosa a l'Inventari del Patrimoni Arquitectònic de Catalunya.

## Descripció
Casa aïllada formada de planta baixa i pis, terrat i torratxa. Façana de composició simètrica amb balcons al primer pis. Decoració amb motllures de motius florals als balcons, porta i finestres. Frontis de ceràmica trencada. Balaustrada d'obra per coronament.